# Convento del Santísimo Cristo de El Pardo
El convento de los Padres Capuchinos o convento de Nuestra Señora de los Ángeles (conocido popularmente como el Cristo de El Pardo, por la imagen que allí se venera) es un convento fundado a principios del siglo XVII y regentado desde entonces por la Orden de los Hermanos Menores Capuchinos.
Se encuentra en el monte de El Pardo, a pocos kilómetros del pueblo del mismo nombre, dentro del término municipal de Madrid (España).

## Historia

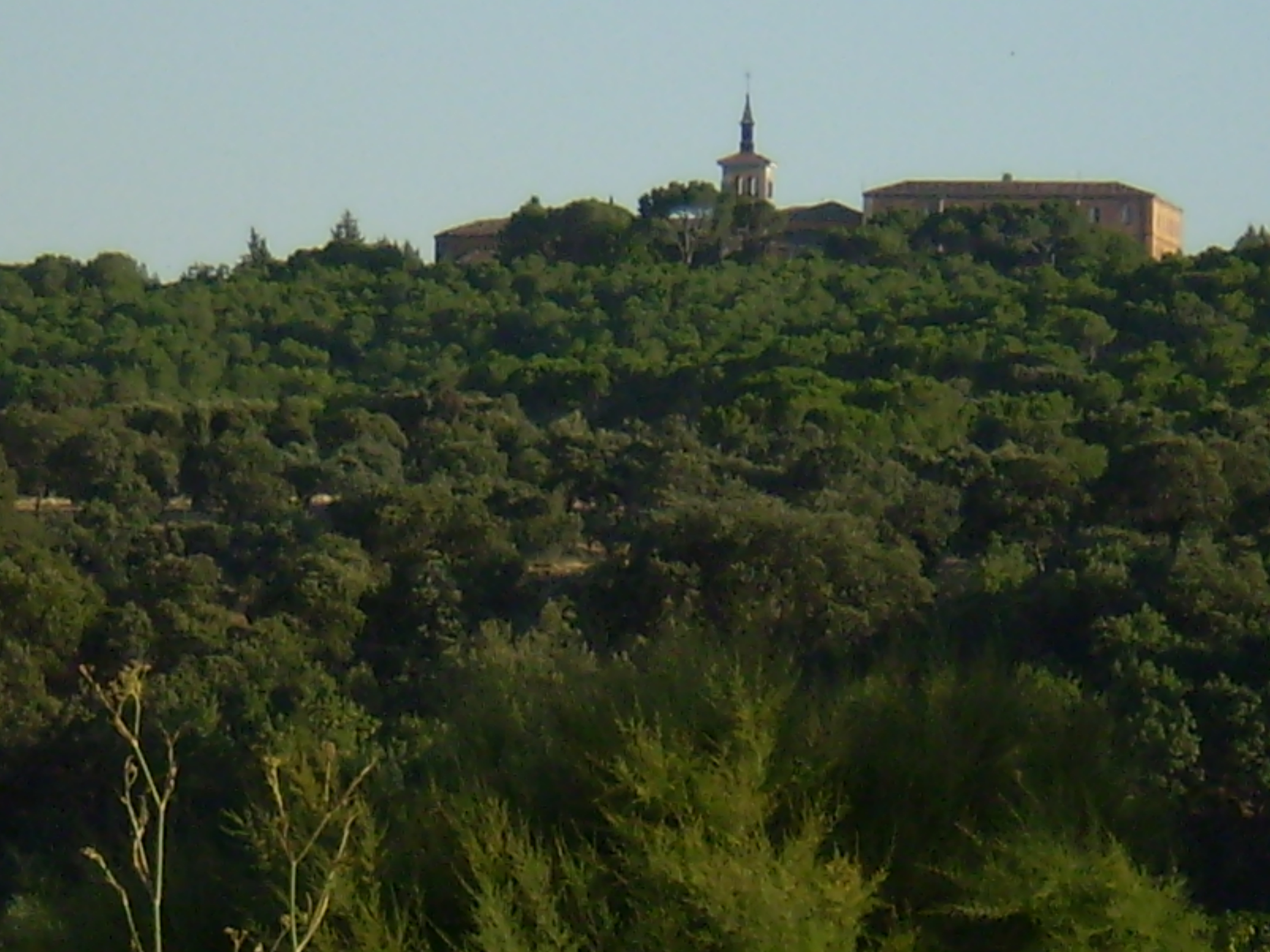
Vista del convento desde el valle del río Manzanares.

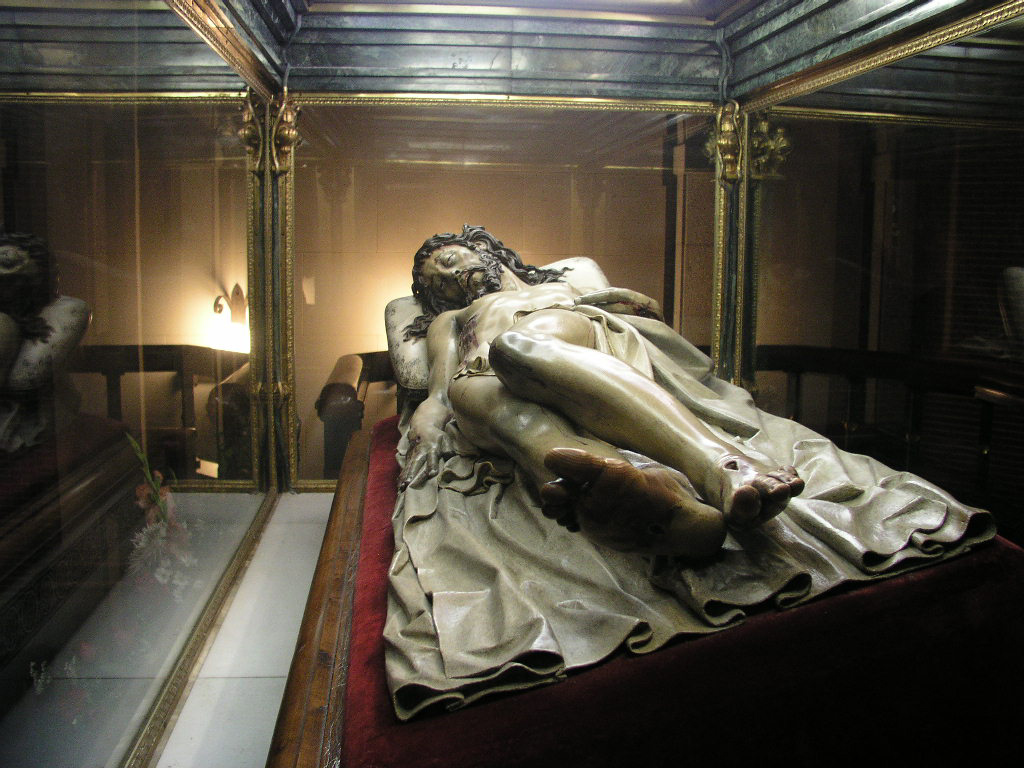
Cristo yacente de El Pardo, obra del siglo de Gregorio Fernández.

El convento, ubicado en lo alto de una colina y rodeado de pinares y encinares, se fundó bajo los auspicios de la monarquía española, que, desde la Alta Edad Media, mostró un especial interés por el paraje, dada su riqueza cinegética. Se debe al impulso del rey Felipe III, que lo mandó levantar en 1612. 
La primera construcción se concibió de un modo completamente provisional. En el año 1615, el arquitecto Juan Gómez de Mora proyectó el edificio definitivo, pero las obras no comenzaron hasta 1638. Se concluyó en 1650, inaugurándose oficialmente el 9 de octubre del citado año. 
Esta estructura es la que ha llegado hasta hoy, si bien con importantes transformaciones, acometidas tras los deterioros sufridos durante la Guerra de la Independencia y, posteriormente, la Guerra Civil.
La iglesia del convento, advocada a Nuestra Señora de los Ángeles, quedó derruida con la invasión napoleónica y tuvo que ser reconstruida por completo. Su planta actual se debe a un diseño de Isidro González Velázquez ejecutado entre 1830 y 1833.
Actualmente, además de tener una fraternidad de Capuchinos, es una Casa de Espiritualidad y la sede de la Escuela de Estudios Franciscanos (ESEF). También tienen una casa de acogida de niños que han perdido la custodia familiar y un Huerto "Hermana Tierra" que atienden con personas migrantes, quienes cultivan ellos mismos la huerta y comercializan todo lo cosechado.

## Valores artísticos

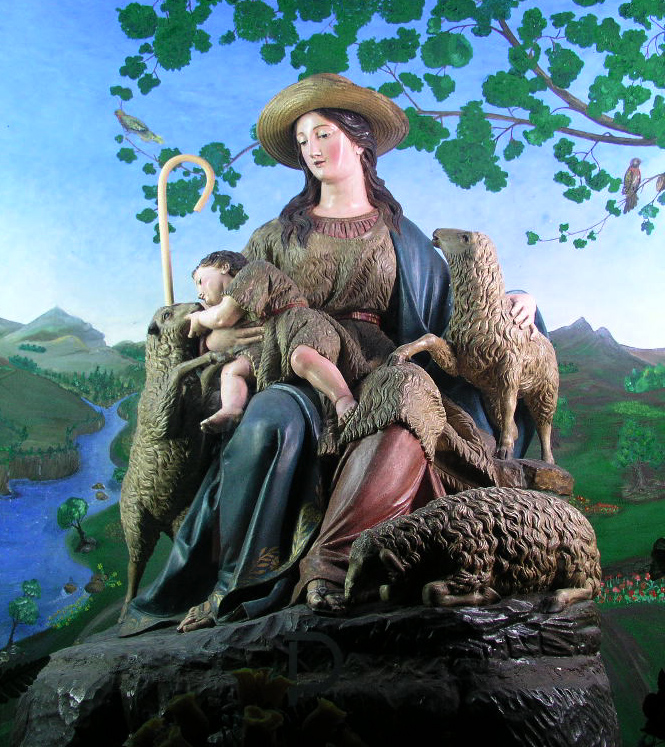
La Divina Pastora, talla de Mariano Bellver y Collazos.

El convento destaca principalmente en el terreno de la pintura y de la escultura. Arquitectónicamente, su lugar más sobresaliente es la iglesia, cuyo interior está presidido por un lienzo de Francisco Rizi, una de sus piezas artísticas más relevantes. 
En este cuadro, situado en el altar mayor, se representa a Nuestra Señora de los Ángeles, con San Felipe a su derecha y San Francisco a su izquierda. 
Hasta el siglo XIX, el convento albergó una importante colección pictórica, de aproximadamente quinientos cuadros, casi todos donaciones reales, que fueron expoliados, en su mayor parte, por las tropas napoleónicas durante la Guerra de la independencia. En la actualidad, solamente se conservan algunas obras de José de Ribera, Bartolomé González y Lucas Jordán, además del ya citado Francisco Rizi.
En lo que respecta a la escultura, la iglesia del convento guarda, en una capilla lateral, el llamado Cristo de El Pardo, una escultura policromada en madera del siglo XVII, tallada por Gregorio Fernández, que representa a Jesucristo en posición yacente. 
Según la tradición, fue encargada por Felipe III, tras el nacimiento de su heredero. La imagen estuvo originalmente en Valladolid, pero el monarca ordenó trasladarla a su actual emplazamiento en el año 1615, donándola al convento. Se encuentra en el interior de una urna acristalada, obra del orfebre Félix Granda, costeada, en el siglo XX, por Francisco Franco. 
También tiene cierto interés artístico la imagen de La Divina Pastora, obra de Mariano Bellver y Collazos.